# ガールズパチンコリーグ
ガールズパチンコリーグは、2014年3月29日からMONDO TVで放送されているパチンコ・パチスロ番組。初回放送は、隔週土曜日の23:00 - 24:00。

## 概要
『ガールズパチンコリーグ・○○』の番組名でシリーズ化している。
出場者する5人の人気女性パチンカー（パチンコライター、タレントなど）のうちの2人が、実際に営業しているホールで自腹実戦を行い、ポイントを競うパチンコ実戦型対戦番組。各対戦を2回（30分×2）に分けて放送。
出場者が1対1のマッチプレー方式で対戦。1回戦総当たりのリーグ戦を行い総合ポイントが高い上位2名でプレイオフ（決勝戦）を行い、勝ったプレイヤーが優勝となる。
『ガールズパチンコリーグ・スーパー』より出場者が7人に増え、放送時間も60分（対戦を1回で放送）に拡大。
『～スーパー』終了後は、新シリーズではなく『〜スーパー』をリピート放送。約1年9か月の休止期間を経て、2023年7月より『ガールズパチンコリーグ・ドリーム』がスタートしシリーズが再開した。

## 基本ルール
- 対戦は両者とも同じ店舗で自腹実践を行う。
- 実戦時間は前半3時間、後半3時間の計6時間。残り1時間の時点からヤメ時を決められる。
- 対戦時間終了時の確変、時短は取りきることができる。
- 勝敗は収支ポイントとボーナスポイントの合計ポイント数で決する。
- 収支ポイントは差玉をもとに算出。1000円=1ポイント。
- ボーナスポイントはミッションクリアで+10ポイント。(ミッションについては後述)
- 収支ポイントとボーナスポイントの合計で勝負し、勝者に勝利ポイントとして20ポイントが与えられる。
- 決勝戦は予選のポイントを引き継がない。その代りに1位通過者には10ポイントのアドバンテージがつく。そのアドバンテージに予選同様収支ポイント、ボーナスポイントを加え、優勝者を決定する。なお、第1弾のガールズパチンコリーグのみ予選のポイントを引き継いだ。

## ミッション
実戦前に5つのカードの内1枚を引いて決める。以前は1人目が引いたカードは戻して2人目が引くため、2人とも同じミッションになることもあったが、サファイアの途中から抽選後同時にカードを発表するようになったため、必ず違うミッションになるようになった。しかし、ドリームのいくつかの対戦では以前のように1人目が引いたカードは戻して2人目が引く形式だったため、同じミッションになったものもある。1度の実践で2回達成すると2倍ポイントが獲得できるものもある。
- 0(move)：実践中、台移動をしなかったら達成。
- 3(type)：3機種で出玉ありの初当たりを引けば達成。
- 10(conzecutive)：出玉あり大当たりを10連チャン以上で達成。
- 100(within)：朝イチ100回転以内で出玉あり大当たりで達成。
- 500(over)：500回転ハマると達成。

## シリーズ
いずれのシリーズでも基本ルールを踏襲している。本項では相違点や出演者について記載する。優勝者は太文字表記。

### ガールズパチンコリーグ
2014年3月29日に放送開始。
- かおりっきぃ☆（パチンコ必勝ガイド）
- シルヴィー（パチンコ攻略マガジン）
- ヒラヤマン（パチンコ必勝本CLIMAX）
- まぁさ（p-martTV）
- 森下まい（読者モデル、コンビ芸人）

### ガールズパチンコリーグ・ゴールド
2015年1月31日に放送開始。
- かおりっきぃ☆（パチンコ必勝ガイド）→ 青山りょう（パチンコ必勝本CLIMAX）
- ヒラヤマン（パチンコ必勝本CLIMAX）
- 安藤遥（グラビアアイドル）
- せんだるか（タレント）
- ポコ美（パチンコ攻略マガジン）

かおりっきぃ☆が妊娠のため1戦を消化したところで青山りょうと交代（ポイントは引き継ぎ）。

### ガールズパチンコリーグ・ホワイト
2015年12月5日に放送開始。
- 青山りょう（パチンコ必勝本CLIMAX）
- ヒラヤマン（パチンコ必勝本CLIMAX）
- 矢部あや（パチンコ必勝ガイド）
- 政重ゆうき（パチンコオリジナル実戦術）
- ポコ美（パチンコ攻略マガジン）→シルヴィー（パチンコ攻略マガジン）

ポコ美が妊娠のため最終戦を前にシルヴィーと交代（ポイントは引き継ぎ）。

### ガールズパチンコリーグ・ブラック
2016年10月8日に放送開始。
- 青山りょう（パチンコ必勝本CLIMAX）
- ヒラヤマン（パチンコ必勝本CLIMAX）
- かおりっきぃ☆（パチンコ必勝ガイド）
- 政重ゆうき（パチンコオリジナル実戦術）
- シルヴィー（パチンコ攻略マガジン）

初回は全員集合SPとして5人全員で実践。ミッションは5名が5種類のミッションの中からかぶらず抽選で決定される。結果に応じてポイント（1位20p、2位15p、3位10p、4位5p、5位0p）が与えられ、本戦のポイントに加えられる。

本編途中に『MONDO TVをご覧のみなさん、初めましてSP』を放送。出場者はジマーK、くるみん、なるみん、るるの4名（MCはシルヴィー）。通常通りミッションの抽選もあり、勝者には30秒のアピールタイムが与えられた。

### ガールズパチンコリーグ・クリスタル
2017年10月7日に放送開始。
- かおりっきぃ☆（パチンコ必勝ガイド）
- なるみん（パチンコ必勝本CLIMAX)
- ヒラヤマン（パチンコ必勝本CLIMAX）→ポコ美（パチンコ攻略マガジン）
- 政重ゆうき（パチンコオリジナル実戦術）
- るる（パチンコ攻略マガジン）→青山りょう（パチンコ必勝本CLIMAX）

ヒラヤマンの休業により1戦を終えたところでポコ美と交代。るるの休業により7戦から青山りょうと交代。各々ポイントはそのまま引き継ぐ。
初回は全員集合SPとして5人全員で実践。ミッションは5名が5種類のミッションの中からかぶらず抽選で決定される。結果に応じてポイント（1位20p、2位15p、3位10p、4位5p、5位0p）が与えられ、本戦のポイントに加えられる。

本編途中に『MONDO TVをご覧のみなさん、初めましてSP』を放送。出場者はきなこ、つる子、眠井れむ、湯川舞の4名（MCはなるみん）で、ミッションも通常通り。

### ガールズパチンコリーグ・プラチナ
2018年10月6日より放送開始。
- かおりっきぃ☆（パチンコ必勝ガイド）
- 政重ゆうき（パチンコオリジナル実戦術）
- なるみん（パチンコ必勝本CLIMAX）
- 青山りょう（パチンコ必勝本CLIMAX）
- ポコ美（パチンコ攻略マガジン）

初回は全員集合SPとして5人全員で実践。ミッションは5名が5種類のミッションの中からかぶらず抽選で決定される。結果に応じてポイント（1位20p、2位15p、3位10p、4位5p、5位0p）が与えられ、本戦のポイントに加えられる。

本編途中に『初めましてSP』を放送。出場者はリコピン、平沢ゆき、岡田ちほ、美咲の4名（MCはなるみん）で、ミッションも通常通り。

### ガールズパチンコリーグ・サファイア
2019年10月5日より放送開始。
- かおりっきぃ☆（パチンコ必勝ガイド）
- ヒラヤマン（パチンコ必勝本CLIMAX）
- 政重ゆうき（パチンコオリジナル実戦術）
- 青山りょう（パチンコ必勝本CLIMAX）
- 安藤遥

初回は全員集合SPとして5人全員で実践。ミッションは5名が5種類のミッションの中からかぶらず抽選で決定される。結果に応じてポイント（1位20p、2位15p、3位10p、4位5p、5位0p）が与えられ、本戦のポイントに加えられる。

本編途中に『はじめましてSP』を放送。出場者はビワコ、森本レオ子、ちょび、ナツ美(元 ポコ美)の4名（MCはヒラヤマン）で、ミッションも通常通り。

### ガールズパチンコリーグ・ルビー
2021年1月9日より放送開始。
- かおりっきぃ☆（パチンコ必勝ガイド）
- ヒラヤマン（パチンコ必勝本CLIMAX）
- 政重ゆうき（パチンコオリジナル実戦術）
- 青山りょう（パチンコ必勝本CLIMAX）
- 安藤遥

恒例となっていたシリーズ初回の全員集合SPはなし。

本編途中に『政重presents わたしの気になる女子ライターSP』を放送。出場者は政重ゆうき、たかはしゆい、玉城マイでミッションも通常通り。

### ガールズパチンコリーグ・スーパー
2021年12月11日より放送開始。
- かおりっきぃ☆（パチンコ必勝ガイド）
- ヒラヤマン（パチンコ必勝本CLIMAX）
- 政重ゆうき（パチンコオリジナル実戦術）
- 青山りょう（パチンコ必勝本CLIMAX）
- 工藤らぎ（パチンコ必勝ガイド）
- 玉城マイ
- 平沢ゆき

出場者が7人になり、放送時間も60分（1回の放送で前半戦と後半戦まとめて放送）に拡大。

シリーズ初回の全員集合SPと本編途中のスペシャル番組はなし。

### ガールズパチンコリーグ・ドリーム
2023年7月22日より放送開始。
- 玉ちゃん
- 絆りん→ソフィー
- かおりっきぃ☆
- ヒラヤマン
- 青山りょう
- 玉城マイ
- 工藤らぎ

前シリーズ終了から1年9カ月を経てシリーズ再開。

シリーズ初回の全員集合SPはなし。

絆りんの体調不良により、1戦を消化したところでつる子が1戦のみ代役を務めた後、ソフィーと交代。

本編途中に『工藤らぎ presents ガールズパチンコリーグ・ドリーム緊急特番 らぎおと愉快な仲間たち in 豪華ご褒美争奪戦!!』を放送。工藤らぎの他にアスカ、大水プリン、原口つづく、東條さとみが出演。ミッションは通常通り。

### ガールズパチンコリーグ・パシフィック
2024年5月25日より放送開始。
- 政重ゆうき
- 玉城マイ
- ヒラヤマン
- 原口つづく
- 工藤らぎ
- かおりっきぃ☆
- ソフィー

シリーズ初回の全員集合SPと本編途中のスペシャル番組はなし。

リーグ戦2位からプレイオフで優勝したのは、今回の玉城が初めて。

### ガールズパチンコリーグ・セントラル
2025年3月29日より放送開始。
- 平沢ゆき
- アスカ
- ヒラヤマン
- 原口つづく
- かおりっきぃ☆
- 工藤らぎ
- 政重ゆうき

シリーズ初回の全員集合SPはなし。

## スタッフ
- カメラ：外川昇
- 技術：ツウテック
- AD：小堺慎平
- CG：坂部豪
- ナレーション：山田太一
- 構成・演出：青野真悟
- プロデューサー：鈴木博之（ヘリオストーム）　櫻井義久（ターナージャパン）
- 制作協力：ヘリオストーム
- 製作・著作：ターナージャパン　MONDO TV